# Fuscherkarkopf
Fuscherkarkopf – szczyt w Wysokich Taurach we Wschodnich Alpach, w grupie Glocknergruppe. Leży na granicy dwóch austriackich krajów związkowych: Salzburga i Karyntii. Nazwa szczytu pochodzi od doliny Fuschertal, leżącej na północny wschód od szczytu. Ze szczytu dobrze widać rejon lodowca Pasterze, między innymi Grossglockner i Johannisberg.
Pierwszego wejścia, ok. 1865 r., dokonał Georg Maier.